# 268-й истребительный авиационный полк ПВО
268-й истребительный авиационный полк ПВО (268-й иап ПВО) — воинская часть истребительной авиации ПВО, принимавшая участие в боевых действиях Великой Отечественной войны.

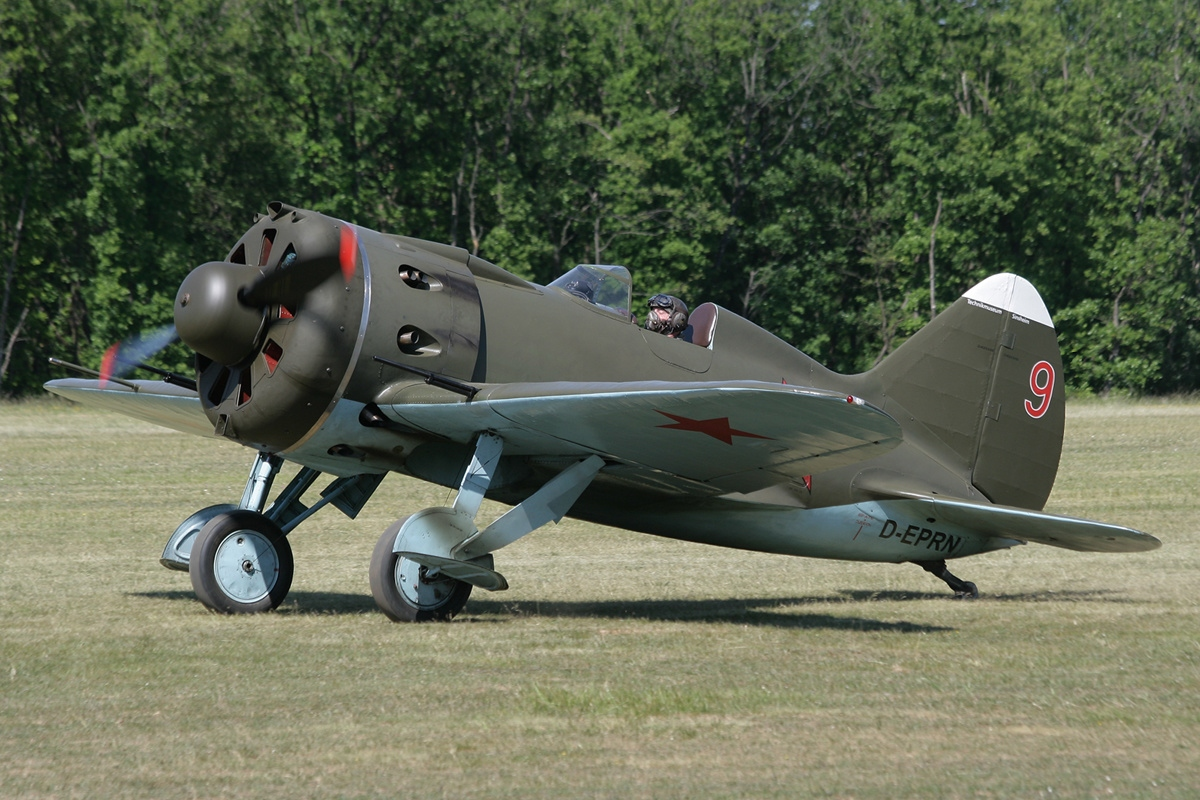
Самолёт И-16. Такими самолётами полк был вооружён при формировании

## Наименования полка
- 268-й истребительный авиационный полк[1][2];
- 268-й истребительный авиационный полк ПВО[1][2];
- 266-й истребительный авиационный полк[1][2];
- 268-й истребительный авиационный полк ПВО[1][2];
- 268-й истребительный авиационный Краснознамённый полк ПВО[1][2];
- Войсковая часть (полевая почта) 23217[1].

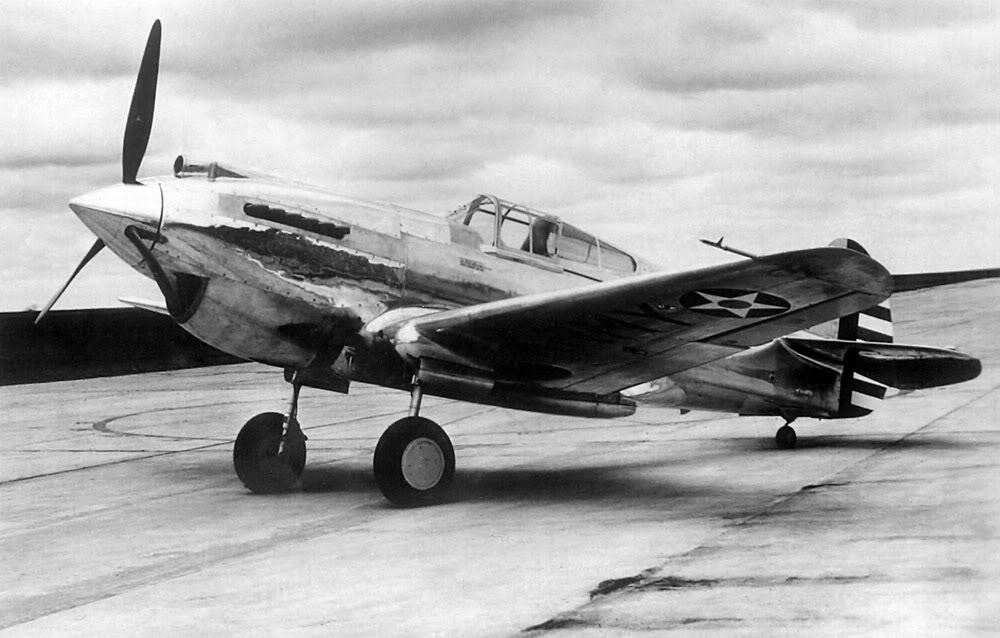
Самолёт Curtiss P-40 полк получил в 1943 году

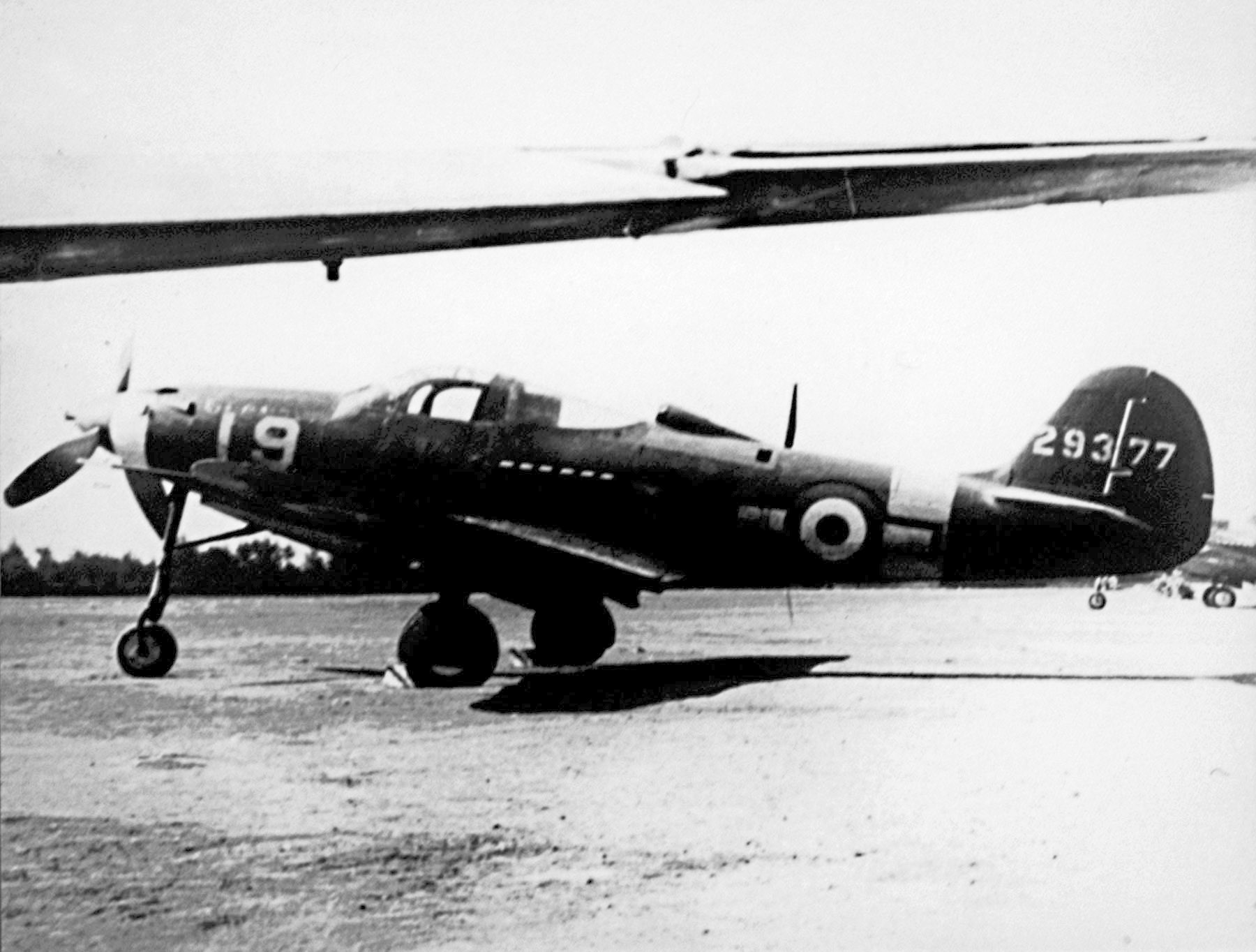
Самолёт Аэрокобра. На таких самолётах полк воевал до конца войны

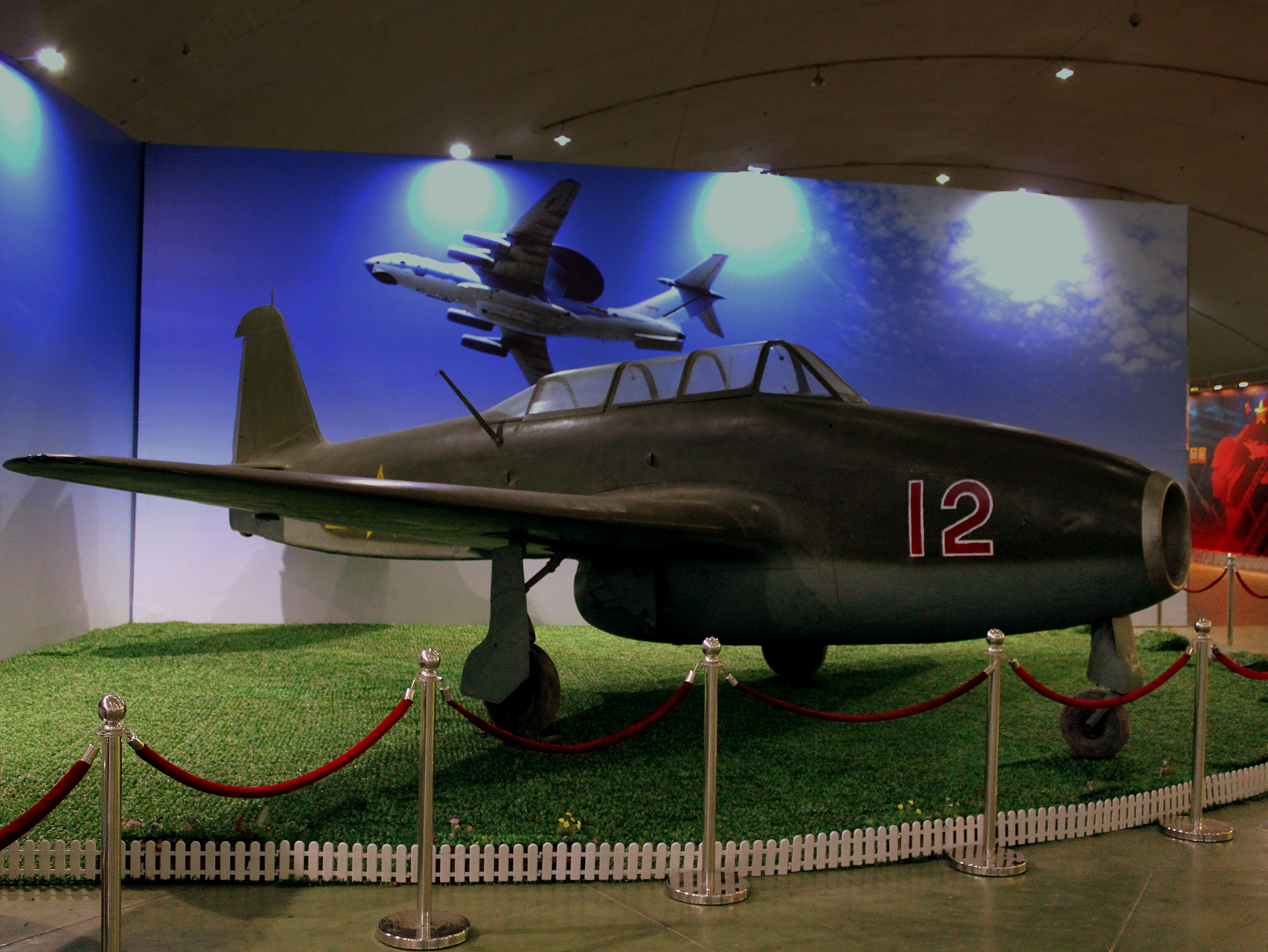
Самолёт Як-17 в музее авиации в Китае (CHINESE AIR FORCE DATANSHAN AVIATION MUSEUM BEIJING CHINA). Эти самолёты полк осваивал в 1950 году

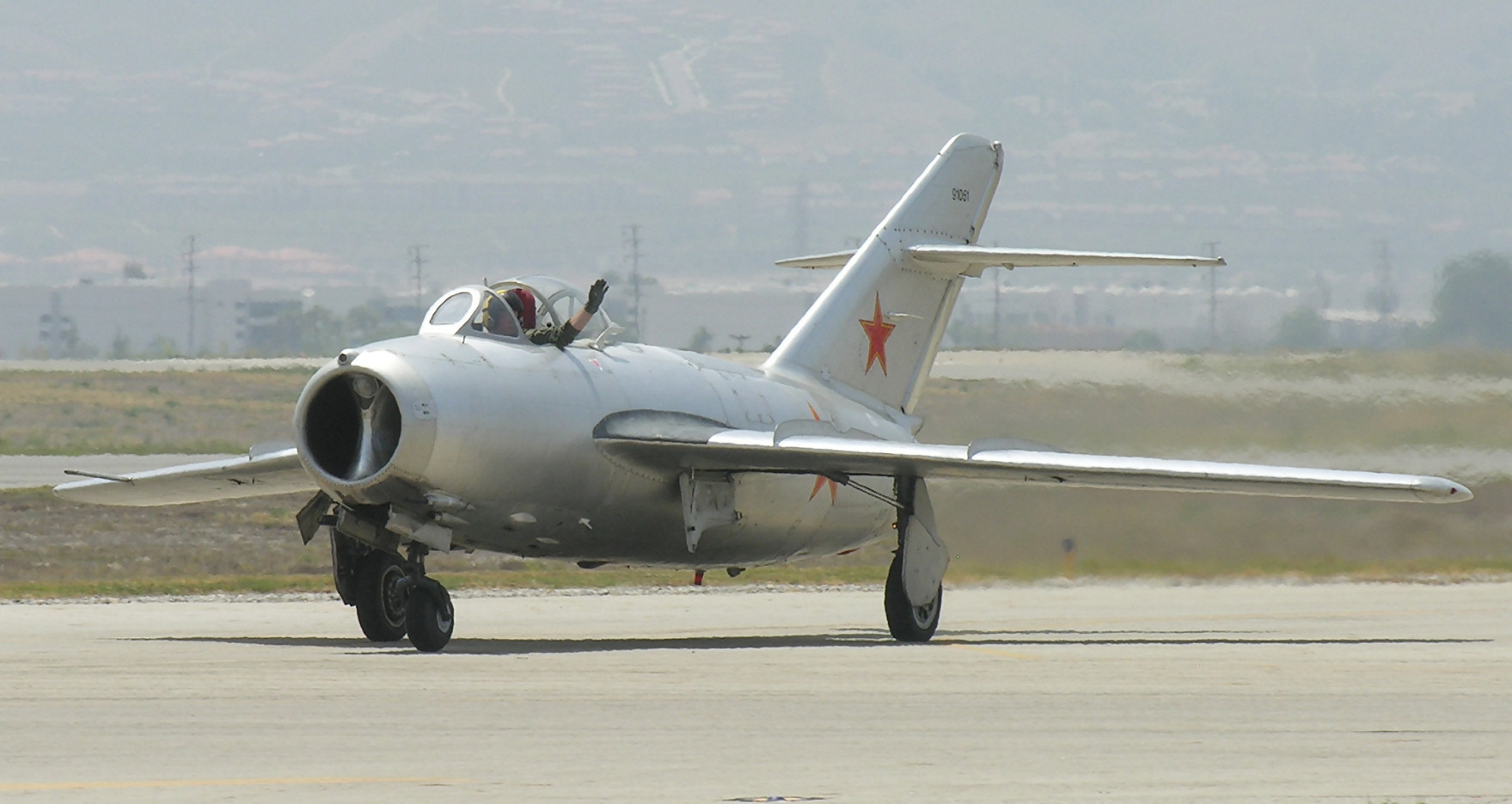
МиГ-15 полк получил в 1951 году.

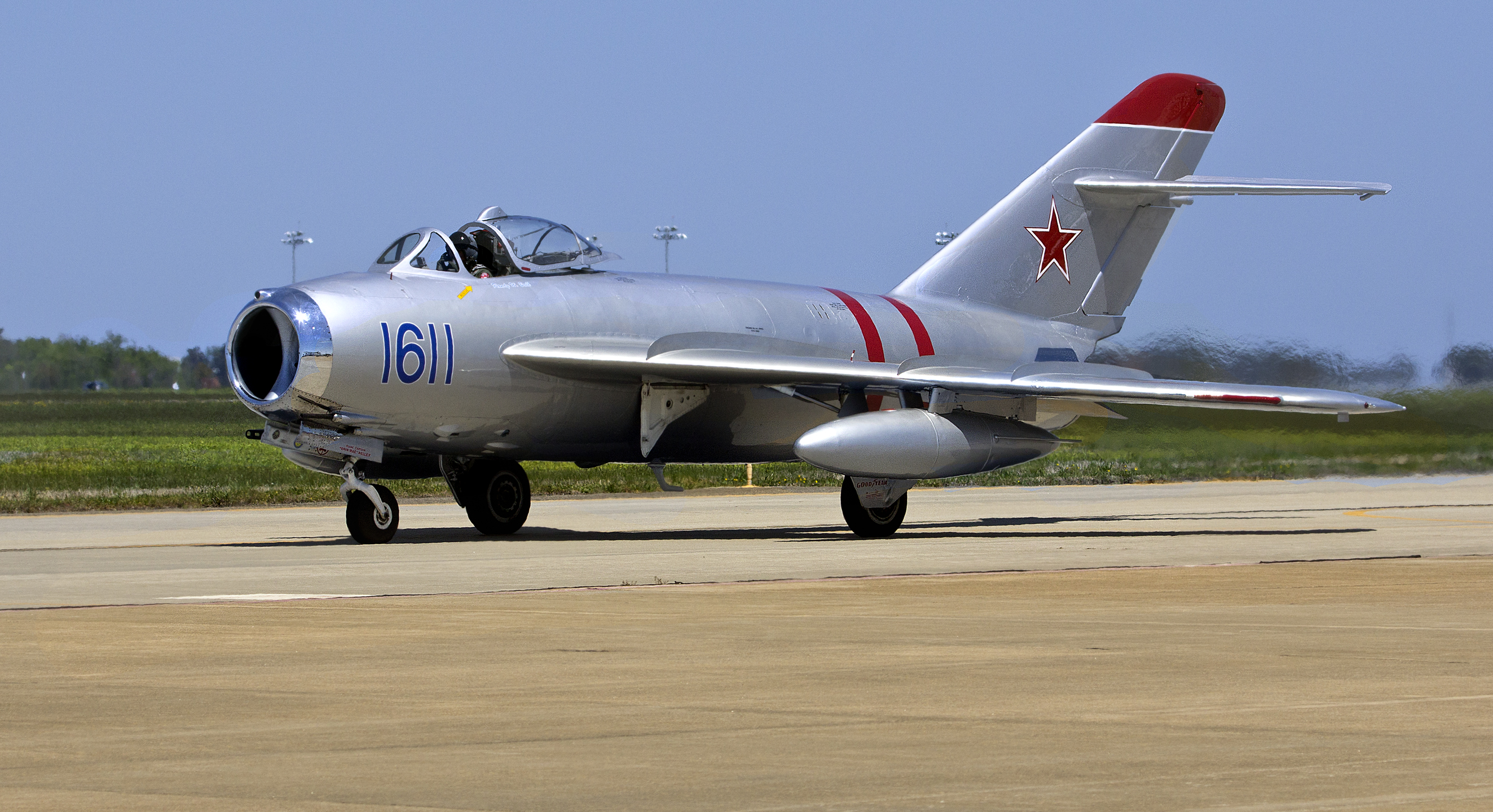
Уже в 1955 году полк получил МиГ-17.

## История и боевой путь полка
268-й истребительный авиационный полк начал формироваться 5 апреля 1941 года в составе 71-й истребительной авиационной дивизии ВВС Закавказского военного округа на аэродроме в Баку на самолётах И-16. В июле 1941 года завершено формирование по штату 015/134. После формирования полк из ВВС передан в ПВО ТС и вошёл в состав 8-го истребительного авиакорпуса ПВО Бакинского корпусного района ПВО м перебазированием на аэродром Пирсагат (в 60 км южнее города Сумгаит). С 13 ноября 1941 года полк вновь передан из войск ПВО в ВВС и включён в состав действующей армии. Находился в непосредственном подчинении Командующего ВВС Северо-Кавказского фронта. Вёл боевую работу по прикрытию грузоперевозок в ближнем фронтовом тылу. На 25 ноября 1941 года имел в боевом составе 25 самолётов И-16.
С 9 декабря 1941 года полк вошёл в состав 27-й истребительной авиадивизии ВВС Крымского фронта и приступил к активной боевой работе на самолётах И-16. 21 января 1942 года одержана первая известная воздушная победа полка в Отечественной
войне: лейтенант Антонов В. М. в воздушном бою в районе посёлка Камыш-Бурун сбил немецкий бомбардировщик Ju-88. В период с 22 апреля по 22 мая 1942 года полк действовал в составе истребительной авиационной группы ПВО Крымского фронта с аэродрома Керчь. С 22 мая полк вёл боевую работу в составе ВВС 51-й армии Крымского фронта. С 6 июня полк вошёл в состав 237-й истребительной авиадивизии, которая сформирована на базе Управления ВВС 51-й армии, 5-й воздушной армии Северо-Кавказского фронта. 15 июля 1942 года полк сдал матчасть в другие полки 5-й воздушной армии и убыл на доукомплектование в тыл.
С 17 июля по 3 августа 1942 года полк находился в 7-м отдельном учебно-тренировочном авиаполку Северо-Кавказского фронта. В период с 3 по 5 августа перебазировался в 25-й запасной истребительный авиаполк Закавказского фронта на аэродром Аджикабул. С 5 сентября 1942 года по 15 июля 1943 года полк переформирован по штату 015/284 и переучился на американские истребители Curtiss P-40 («Киттихаук»).
13 декабря 1942 года за образцовое выполнение боевых заданий командования на фронте борьбы с немецкими захватчиками и проявленные при этом доблесть и мужество Указом Президиума Верховного Совета СССР полк награждён орденом Красного Знамени.
20 июля 1943 года полк после переформирования снова передан из ВВС в войска ПВО ТС. Включён в состав 141-й истребительной авиадивизии ПВО Куйбышевского района ПВО Восточного фронта ПВО. С 27 января по 17 февраля 1944 года полк вёл боевую работу в составе 141-й истребительной авиадивизии ПВО на самолётах Curtiss P-40.
17 февраля 1944 года полк из 141-й истребительной авиадивизии ПВО передан в состав 2-й гвардейской истребительной авиадивизии ПВО Северо-Кавказского района ПВО Западного фронта ПВО. С 17 по 27 февраля полк перебазировался из Куйбышевского района ПВО в Северо-Кавказский район ПВО. 27 февраля полк приступил к боевой работе в составе 2-й гвардейской истребительной авиадивизии ПВО.
18 апреля 1944 года полк из 2-й гвардейской истребительной авиадивизии ПВО передан в состав 310-й истребительной авиадивизии ПВО 6-го корпуса ПВО Южного фронта ПВО, который образован 29.03.1944 г. на базе Восточного и Западного фронтов ПВО. С 18 апреля по 11 мая 1944 года полк перебазировался из 87-й дивизии ПВО в 6-й корпус ПВО. 11 мая приступил к боевой работе в составе 310-й истребительной авиадивизии ПВО. В июле 1944 года полк перевооружён на американские истребители Bell P-39 Airacobra («Аэрокобра»). С 24 декабря полк вместе с 310-й иад ПВО вышел из состава 6-го корпуса ПВО и непосредственно подчинён командованию Юго-Западного фронта ПВО (преобразован из Южного фронта ПВО). В феврале 1945 года полк в составе 310-й иад ПВО вошёл в 10-й корпус ПВО Юго-Западного фронта ПВО. В апреле 1945 года вместе с 310-й иад ПВО вышел из 10-го корпуса ПВО и вошёл в состав 88-й дивизии ПВО Юго-Западного фронта ПВО. День Победы 9 мая 1945 года полк встретил на аэродроме Ельс в Польше.

## Командир полка
- майор Кудряшов Василий Яковлевич, 30.04.1941 — 20.07.1942
- майор, подполковник Картузов Терентий Данилович, 25.07.1942 — 31.12.1945

## Участие в операциях и битвах
- ПВО Закавказского фронта
- ПВО объектов г. Баку и нефтеносного района
- Керченско-Феодосийская десантная операция — с 25 декабря 1941 года по 2 января 1942 года
- Оборона Севастополя — с 28 января 1942 года по 15 апреля 1942 года.

## Итоги боевой деятельности полка в Великой Отечественной войне
Всего за годы войны полком:
- Совершено боевых вылетов — более 3515 (нет данных по боевым вылетам в войсках ПВО ТС).
- Проведено воздушных боев — 209 (за 1942 г., по воздушным боям в ПВО данных нет)
- Сбито самолётов противника — 66, из них:
  - бомбардировщиков — 39
  - истребителей — 27
- Уничтожено при штурмовках:
  - танков — 12
  - БРМ — 7
  - батарей ЗА — 3
  - зенитных пулемётов — 3
  - автомашин — 12
  - повозок — 19
- Свои потери (сведения только за 1942 г., по потерям в ПВО данных нет):
  - лётчиков — 11 (боевые — 8; небоевые — 3)
  - самолётов — 19 (боевые — 7; небоевые — 12)
  - ИТС — 16 (небоевые)

## Послевоенная история полка
После войны полк продолжал входить в состав 310-й истребительной авиационной дивизии ПВО. 8 июня 1946 года полк передан из расформированной 310-й иад ПВО в 127-ю иад ПВО (155-я иад ПВО с 1949 года). В 1950 года полк перевооружён на реактивные истребители Як-15 (Як-17).
С 1951 года полк получил новые самолёты МиГ-15, а с 1955 года — МиГ-17. В ноябре 1959 года из расформированной 155-й истребительной авиационной дивизии ПВО передан в Днепропетровскую дивизию ПВО (11-я дивизия ПВО). 1 апреля 1960 года из 11-й дивизии ПВО передан в 9-ю (Харьковскую) дивизию ПВО. 21 мая 1962 года полк расформирован в 9-й дивизии ПВО на аэродроме Сталино.